# Koji Fujikawa
Koji Fujikawa (藤川 康司 Fujikawa Koji?, nacido el 7 de octubre de 1978 en Tokushima) es un exfutbolista japonés. Jugaba de guardameta y su último club fue el Kataller Toyama de Japón.

## Trayectoria

### Clubes
| Club               | País  | Año         |
| ------------------ | ----- | ----------- |
| Kyoto Purple Sanga | Japón | 1997        |
| Oita Trinita       | Japón | 2000        |
| Sagan Tosu         | Japón | 2001 - 2004 |
| Kataller Toyama    | Japón | 2005 - 2009 |